# فورستديل (رود آيلاند)
فورستديل (بالإنجليزية: Forestdale, Rhode Island)‏ هي منطقة سكنية تقع في الولايات المتحدة في رود آيلاند.